# Astra Falcon
Pour les articles homonymes, voir Astra.
L'Astra Modèle 4000 ou Falcon est un pistolet semi-automatique, simple action de la fabrique d'arme basque Unceta y Cia, il remplaça l'Astra Mod.3000 qui eut une carrière honorable. 

## Présentation
Cette arme qui ne présente aucune innovation intéressante fut quand même produite à plus de 48 000 unités. Sa production commença en 1955. Sa principale différence avec l'Astra 3000 c'est qu'il possède un chien extérieur. Il est décliné en 3 calibres 9 mm court, .32 acp et .22 Long Rifle. L'Astra M4000 est aussi appelé Falcon, faucon en espagnol. Il était toujours fabriqué en 1990. Des versions en acier inoxydable furent produites. C'est un pistolet qui est d'une fabrication soignée, fiable, relativement précis et facilement dissimulable. Il a beaucoup servi pour les agents de sécurité et autres, là où la législation le permettait.